# Bernd Huber

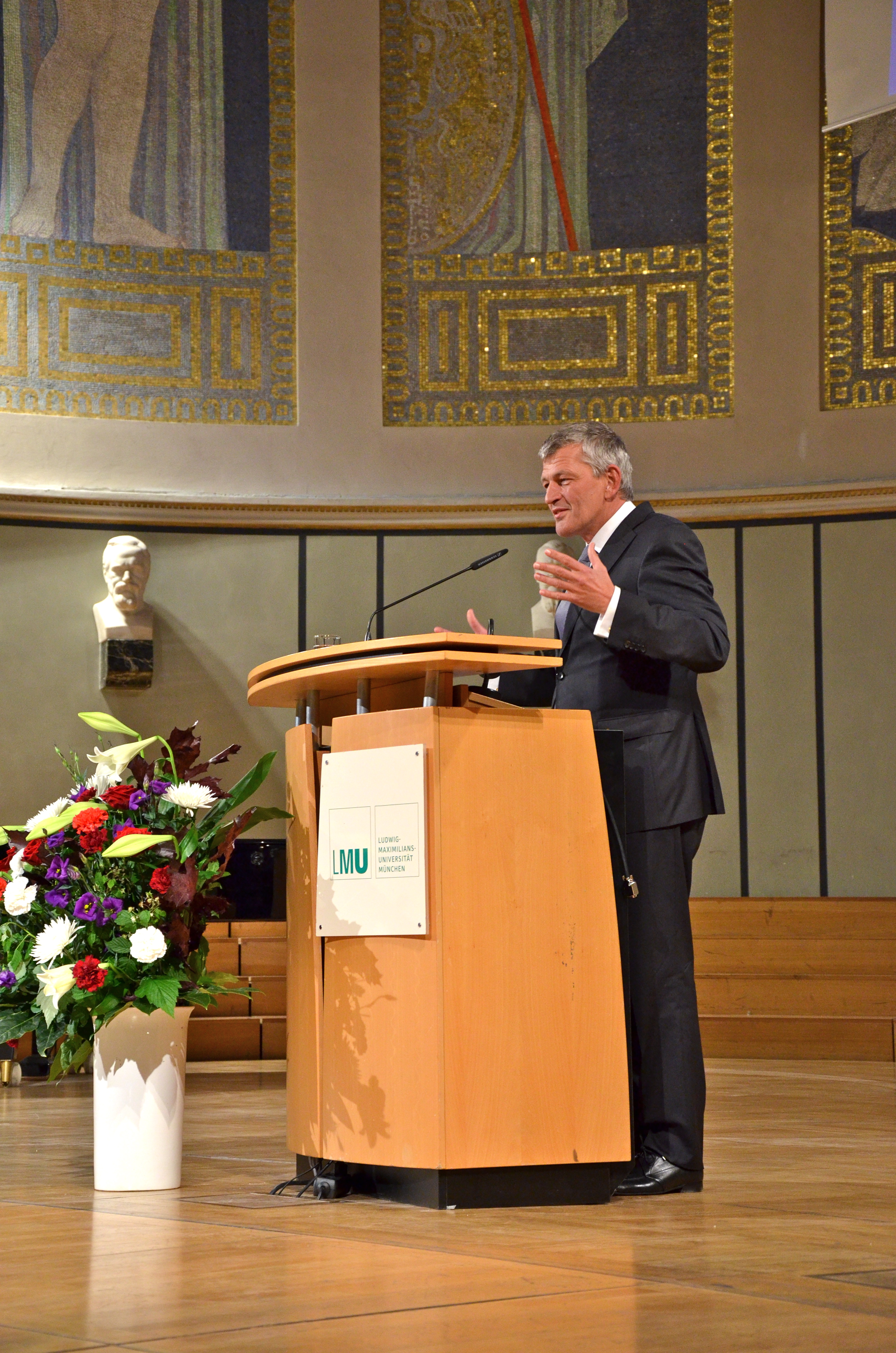
Bernd Huber (2012)

Bernd Huber (* 20. Mai 1960 in Wuppertal) ist Professor der Volkswirtschaftslehre. Er war von 2002 bis 2025 im Präsidium der Ludwig-Maximilians-Universität München (LMU).

## Leben
Nach seinem Abitur am Gymnasium Wuppertal studierte Huber von 1979 bis 1984 Volkswirtschaft an der Universität Gießen. Von 1985 bis 1994 war er Wissenschaftlicher Mitarbeiter und Akademischer Rat an der Fakultät für Volkswirtschaftslehre der Universität Würzburg. 1988 wurde er dort mit einer Arbeit zu „Staatsverschuldung und Allokationseffizienz“ promoviert und 1994 mit einer Untersuchung zu „Optimaler Finanzpolitik und zeitlicher Inkonsistenz“ habilitiert.
1993/94 vertrat Huber einen C3-Lehrstuhl an der Universität Bochum. Nach einem kurzen Lehrauftrag an der Universität Dresden und einer Lehrstuhlvertretung an der LMU erhielt er 1994 einen Ruf auf den Lehrstuhl für Finanzwissenschaft an der LMU mit den Forschungsschwerpunkten Öffentliche Finanzen und Arbeitslosigkeit sowie Staatsverschuldung.
Neben seiner wissenschaftlichen Tätigkeit ist Huber auch in der Hochschulpolitik aktiv. Von 1995 bis 2000 war er Mitglied der Haushaltskommission der LMU und seit 1999 zusätzlich Mitglied im Wissenschaftlichen Beirat des Bundesministeriums der Finanzen.
Im Jahr 2000 wurde Huber zum Dekan der Volkswirtschaftlichen Fakultät gewählt, am 7. Februar 2002 wählte ihn der erweiterte Senat der LMU zum 710. Rektor der Universität.
Sein Amt trat er am 1. Oktober 2002 an. Aufgrund der neuen Grundordnung der LMU, die am 22. März 2007 beschlossen wurde, lautet seine Amtsbezeichnung seit dem 1. Juli 2007 Präsident. Von den studentischen Vertretern wurde Huber verantwortlich gemacht für die ihrer Meinung nach unzureichende Umsetzung des Bolognaprozesses, die Studentenproteste führten u. a. dazu, dass mit Julian Nida-Rümelin ein Gegenkandidat bei der Präsidentenwahl 2010 antrat. Huber hatte jedoch nach den Erfolgen der Universität im Wettbewerb der Exzellenzinitiative (Titel der „Eliteuniversität“ und etwa 180 Mio. Euro zusätzliche Förderung) die Dekane und den Hochschulrat hinter sich und wurde mit 15:1 Stimmen im Amt bestätigt. Zuletzt wurde Huber bei einer Wahl im Oktober 2018 wiedergewählt. Seine fünfte Amtsperiode lief von 2019 bis 2025. Im Juni 2025 wurde Huber in den Ruhestand verabschiedet.
Für seine enge Zusammenarbeit mit der Universität Tel Aviv und der deutsch-israelischen Kooperation in der Wissenschaft allgemein sowie für seine Tätigkeiten als LMU-Präsident und im Bereich der Finanzwissenschaften erhielt Huber 2022 die Ehrendoktorwürde der Universität Tel Aviv.
Bernd Huber ist verheiratet und hat zwei Kinder.

## Kontroversen
2016 verweigerte der Fachschaftkonvent der LMU der AfD-nahen Organisation Campus Alternative die formale Akkreditierung zur kostenlosen Nutzung der Hochschulräumlichkeiten. Solche Ablehnungen erfolgten, wenn Ziele von Organisationen nicht „mit den Aufgaben der Studierendenvertretung vereinbar sind“. Entgegen dem Beschluss des Konvents hob Huber die Ablehnung der Organisation auf. Da der Fachschaftskonvent das Risiko sah, „fast vorbehaltslos“ die Zulassungen erteilen zu müssen, hob dieser nach Hubers Entscheidung das Akkreditierungsverfahren für alle Hochschulgruppen auf.
Nach Informationen der Süddeutschen Zeitung hat der Bayerische Oberste Rechnungshof moniert, dass Bernd Huber „über mehrere Jahre hinweg Auslagen seiner Ehefrau während dienstlicher Anlässe“ mit einer Kreditkarte der LMU beglichen hat, obwohl dienstliche Kreditkarten ausschließlich für dienstliche Zwecke verwendet werden dürfen. Dabei handelte es sich um bis zu vierstellige Beträge. Allerdings habe Huber diese Beträge nach eigener Aussage stets „ohne Aufforderung von anderer Seite“ wieder beglichen, was vom Bayerischen Staatsministerium für Wissenschaft und Kunst bestätigt wurde. Bereits im Vorfeld geriet die LMU wegen der Veruntreuung öffentlicher Gelder in die Kritik.
Nachdem 2022 ein Student legal mit einer Schreckschusswaffe in die LMU gekommen war, wurden von Seiten der Studentenvertretung, der bayerischen Staatsregierung als auch von Mitarbeitern der LMU Forderungen nach einem Waffenverbot in Münchner Hochschulen laut. Während das Hochschulpräsidium der Technischen Universität München und der Hochschule München mit den Waffengegnern von Beginn an zusammenarbeitete, ließ Huber ein Waffenverbot an der LMU unter der Begründung, dieses müsse „sorgfältig geprüft“ werden, zunächst offen. Nach dem Druck wurde schließlich auch ein Waffenverbot an der LMU bekanntgegeben. Huber begründete die zögerliche Haltung damit, dass man Sicherheitskräften, die von der Regelung ausgenommen bleiben, das Tragen von Waffen nicht verbieten darf.

## Auszeichnungen
- 2007: Bayerischer Verdienstorden